# Conoeca conioptila
Conoeca conioptila är en fjärilsart som beskrevs av Turner 1923. Conoeca conioptila ingår i släktet Conoeca och familjen säckspinnare. Inga underarter finns listade i Catalogue of Life.